# Pécsi kistérség
A Pécsi kistérség Baranya megye kilenc kistérsége közül volt a legnépesebb Pécs központtal. Az ország 150 kistérsége közül az ötödik legnépesebb kistérsége mérete szerint csak az 52. volt a listán. 39 település tartozott hozzá, amelyből mindössze kettő viselt városi címet. A kistérség területe 570,83 km2 volt. 2013. január 1.-től az újjáalakuló Pécsi járás lépett a helyébe.

## Települései
| Abaliget     | Aranyosgadány | Áta          | Bakonya   | Baksa        |
| Birján       | Bogád         | Bosta        | Cserkút   | Egerág       |
| Ellend       | Görcsöny      | Gyód         | Husztót   | Keszü        |
| Kisherend    | Kovácsszénája | Kozármisleny | Kökény    | Kővágószőlős |
| Kővágótöttös | Lothárd       | Magyarsarlós | Nagykozár | Ócsárd       |
| Orfű         | Pécs          | Pécsudvard   | Pellérd   | Pogány       |
| Regenye      | Romonya       | Szalánta     | Szemely   | Szilvás      |
| Szőke        | Szőkéd        | Tengeri      | Téseny    |              |

## Fekvése
Baranya megye központi kistérsége volt. Területe a Mecsek-hegységre, a Pécsi-síkságra és a Baranyai-dombságra terjedt ki. A kistérséghez tartozó települések a pécsi agglomeráció részei voltak. A kistérség Mecsek hegység nyugati részének egy részét is magába foglalta. Ez nagyrészt dombsági táj, amelynek felszíne északkelet felé a Geresdi-dombságba megy át, délről a Villányi-hegység határolja. Délnyugat felé a pécsi síkságba torkollik a táj. A kistérség éghajlati szempontból kedvező pozícióban volt. A napsütéses órák száma viszonylag magas (2000 óra fölötti) volt, a csapadékeloszlás egyenletes, a Mecsek hatásai miatt szélsőségektől mentes, szubmediterrán jellegű. Ez a terület mind felszíni, mind felszín alatti vizekben gazdag. Találhatók itt termálvizek, mesterséges tavak, horgásztavak, viszont természetes állóvíz a térségben nem található.

## Története
Az 1990-es évek elejétől kezdve több szakaszban alakították ki Magyarországon a kistérségeket. A területfejlesztés szakszava lett – földrajzi térkategória, tervezés-fejlesztési területi egység, amely többnyire az önkormányzatok együttműködési formája volt. Történelmi és funkcionális alapokon alakultak ki a kistérségek. Főbb feladatai voltak a közös érdekképviselet, érdekegyeztetés, területfejlesztési koncepció készítése, közös gazdaságfejlesztés, foglalkoztatási és szociális problémák közös kezelése, közös infrastruktúra fejlesztések, valamint a környezet- és természetvédelem.
Kezdetben 79 települést foglalt magában, 2008-ra ez lecsökkent 39 településre.
2013. január 1.-től az újjáalakuló Pécsi járás lépett a helyébe.

## Nevezetességei
A területen több mesterséges tavat alakítottak ki. az Orfűi-tó, Pécsi-tó, Hermann Ottó-tó, Kovácsszénájai-tó, az Abaligeti tavak, a Pogányi tó, a Malomvölgyi-tó és a Pellérdi halastavak üdülési és sportcélokat szolgáltak. A kistérség területén két természetvédelmi körzet volt: a Nyugat-Mecsek Tájvédelmi Körzet és a Kelet Mecseki Tájvédelmi Körzet. A pécsi kistérség olyan nevezetességekkel büszkélkedhetett, amelyek fel
kerültek többek között az UNESCO világörökségi listájára (Ókeresztény sírkamrák), amely komoly turisztikai vonzerőt jelentett. Pécs város történelmi épületei, a barbakán, a dzsámi, a Pécsi székesegyház, a Széchenyi tér, Zsolnay Kulturális Negyed, a Király utca szintén nemzetközi jelentőségűek.

## Külső hivatkozások
- www.pecspaktum.hu - A pécsi kistérség
- www.roftk.ktk.pte.hu - A pécsi statisztikai kistérség területfejlesztési programja, 2008 Archiválva 2014. október 12-i dátummal a Wayback Machine-ben